# Oncocnemis nigrocaput
Oncocnemis nigrocaput là một loài bướm đêm trong họ Noctuidae.